# 2083
Năm 2083. Trong lịch Gregory, nó sẽ là năm thứ 2083 của Công nguyên hay của Anno Domini; năm thứ 83 của thiên niên kỷ thứ 3 và của thế kỷ 21; và năm thứ tư của thập niên 2080.